# Elektra (hybridfärja)
Elektra är en hybridfärja som trafikerar rutten mellan Pargas och Nagu sedan juni år 2017. Färjan tillverkades på det polska varvet S.A Crist i den polska staden Gdynia. 
Enligt ägaren, färjeoperatören Finferries, är Elektra Finlands mest miljövänliga färja. Färjans primära energikälla är ett batteripaket som laddas med landström varje gång färjan anlöper färjfästet.  Som sekundär kraftkälla har Elektra dieselgeneratorer, som främst används vid extrema isförhållanden eller vid elavbrott.

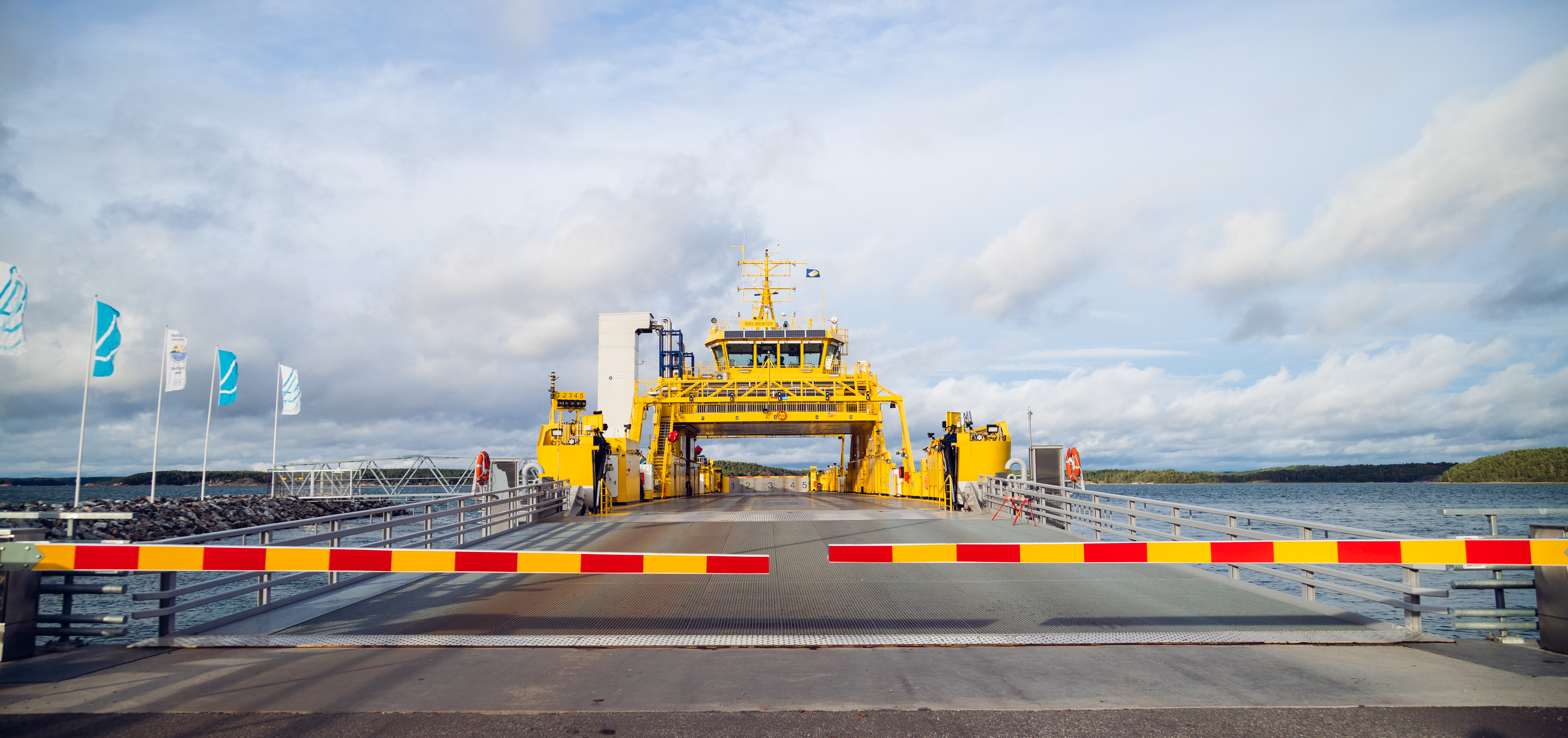
Elektra vid färjeläget Prostvik

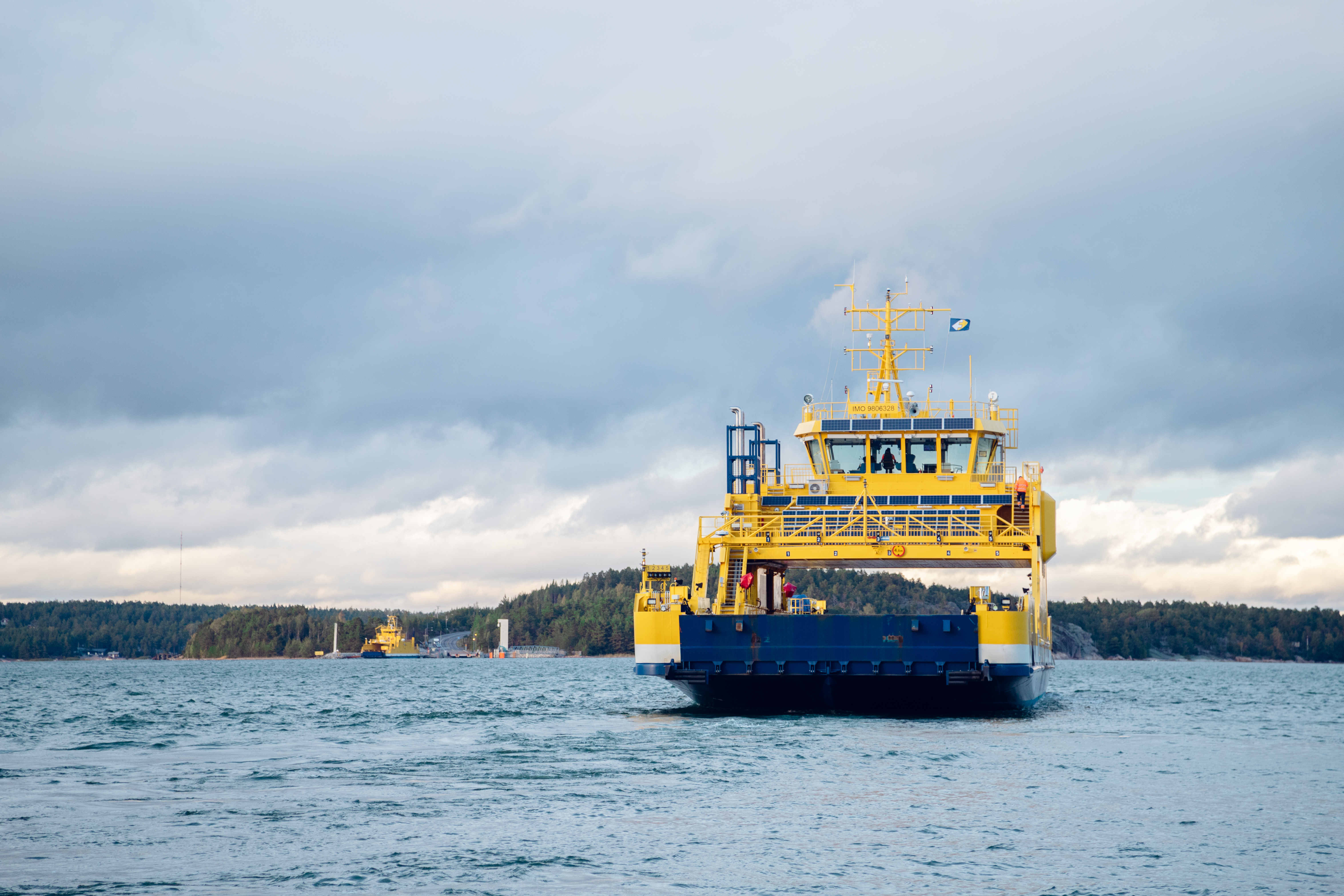
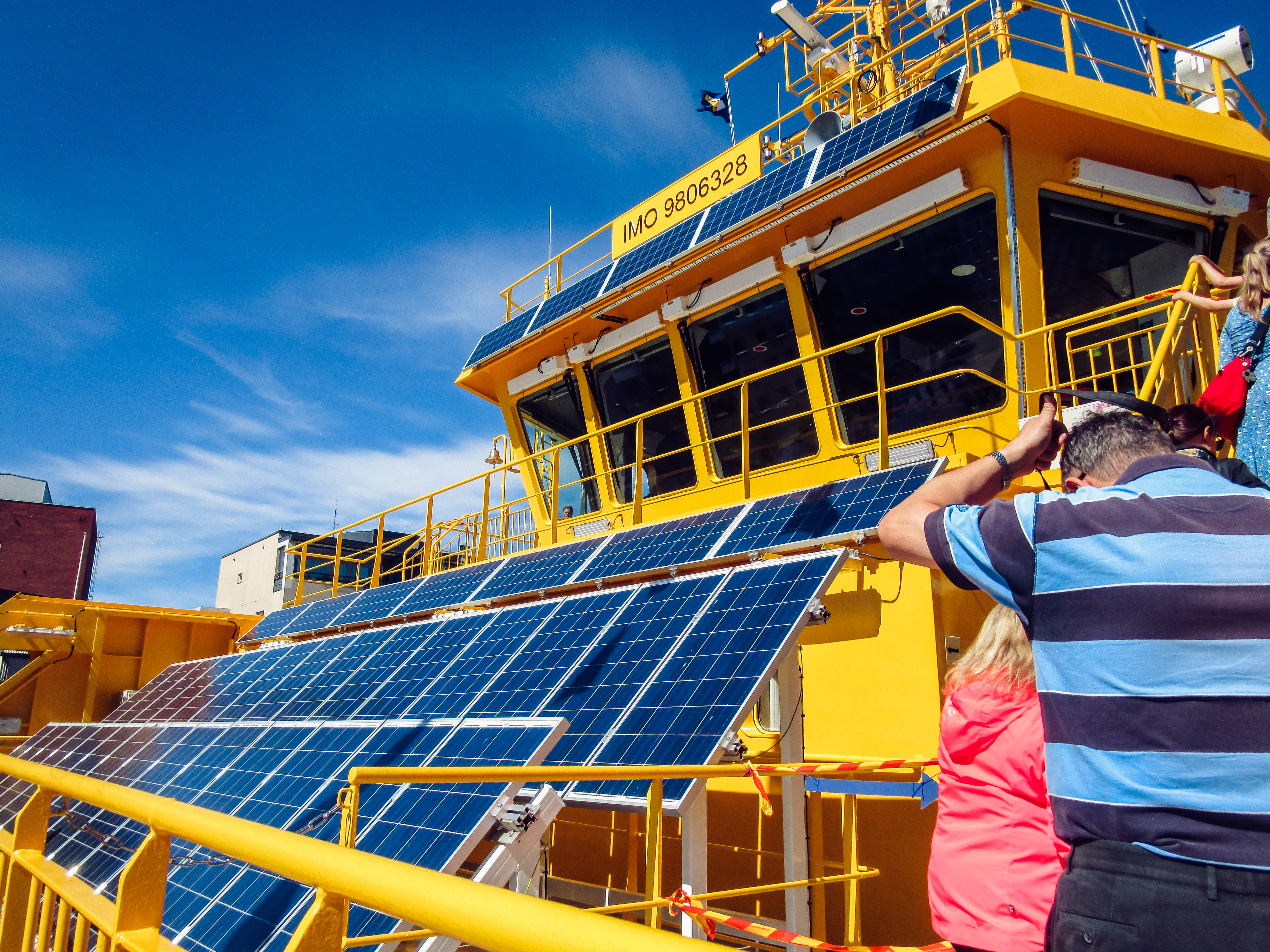
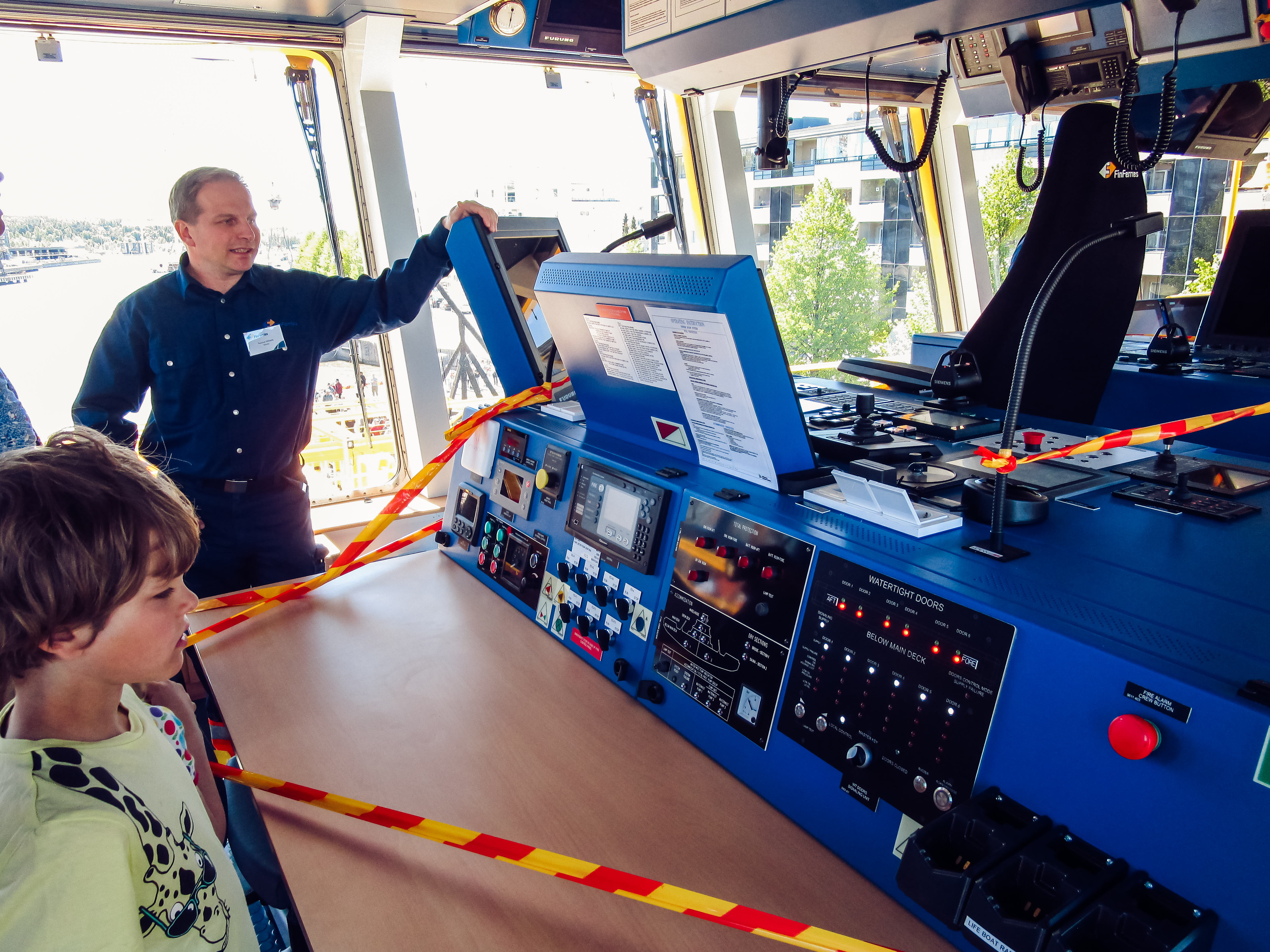
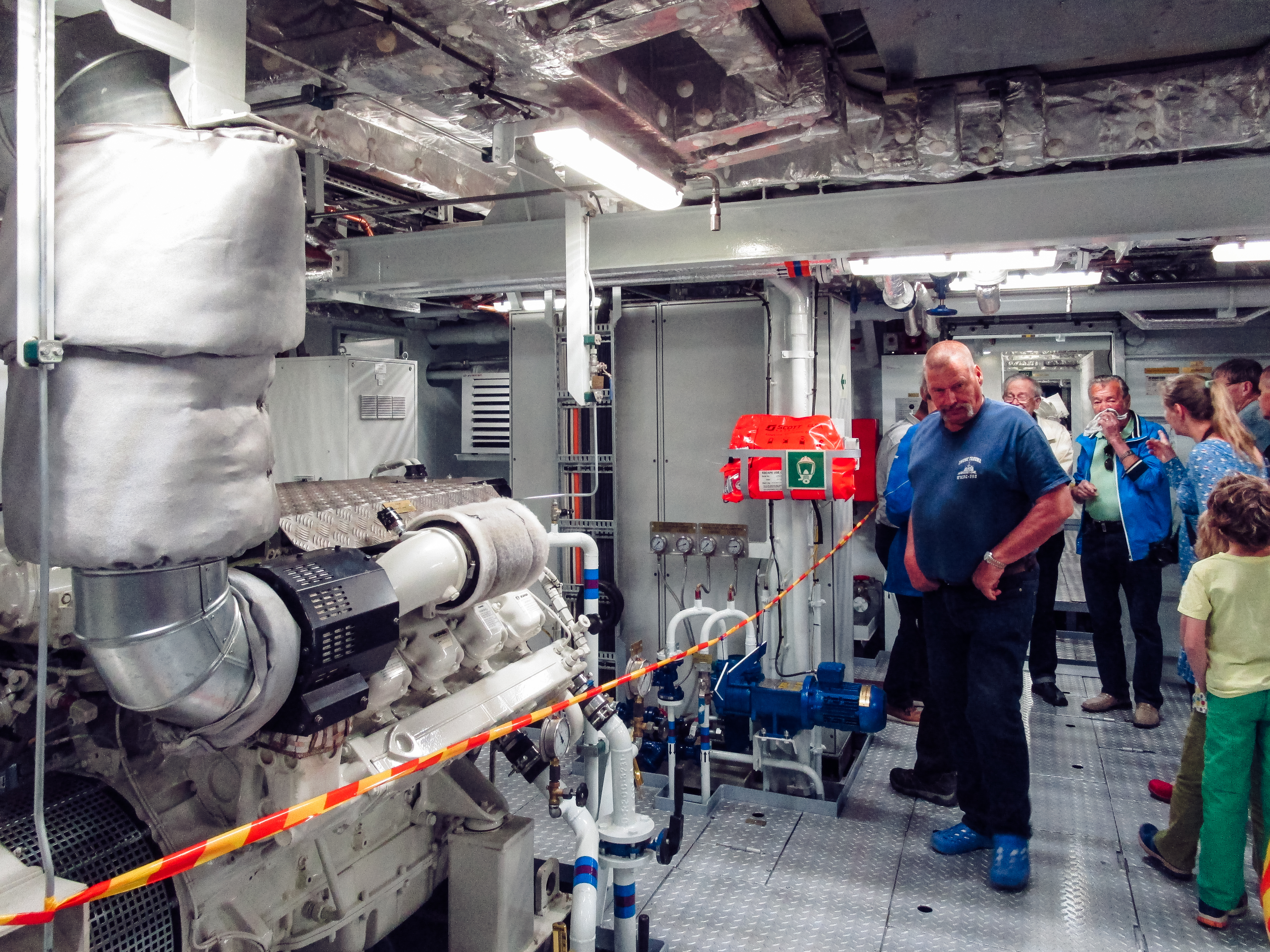